# Weißohr-Riesenratten
Die Weißohr-Riesenratten (Hyomys) sind eine Nagetiergattung aus der Gruppe der Altweltmäuse (Murinae). Die Gattung umfasst zwei Arten.
Weißohr-Riesenratten sind stämmig gebaute Tiere, sie erreichen eine Kopfrumpflänge von 30 bis 39 Zentimetern, der Schwanz misst 26 bis 38 Zentimeter und das Gewicht beträgt 0,75 bis 0,95 Kilogramm. Das raue Fell ist an der Oberseite dunkelgrau gefärbt und an der Unterseite hellgrau. Die kleinen Ohren sind weißlich, der lange Schwanz ist mit Schuppen bedeckt. Die Pfoten tragen große Krallen.
Diese Nagetiere sind auf Neuguinea beheimatet, ihr Lebensraum sind bewaldete Bergländer in 1200 bis 3000 Meter Seehöhe. Sie können zwar klettern, halten sich aber relativ viel am Boden auf. Zur Ruhe ziehen sie sich in Blätternester zurück, die sie in den Baumwurzeln oder in hohlen Baumstämmen anlegen. Ihre Nahrung besteht aus Bambus und anderem Pflanzenmaterial.
Es gibt zwei Arten:
- Die Westliche Weißohr-Riesenratte (Hyomys dammermani) ist im westlichen und mittleren Neuguinea beheimatet.
- Die Goliathratte (Hyomys goliath) bewohnt das östliche Neuguinea.

H. goliath ist nach Angaben der IUCN nicht gefährdet, für H. dammermani liegen keine Daten vor.
Systematisch ist die Gattung Teil der Pogonomys-Gruppe, einer vorwiegend auf Neuguinea beheimateten Radiation der Altweltmäuse.